# British Ladies Amateur Golf Championship
Die British Ladies Amateur Golf Championship ist ein Golfturnier, das im Jahr 1893 durch die Ladies' Golf Union of Great Britain gegründet wurde. Das erste Turnier, das wie alle nachfolgenden über 18 Löcher ging, wurde am 13. Juni 1893 auf dem Royal Lytham & St.Annes GC ausgetragen und von Lady Margaret Scott gewonnen. Bis sich im Jahre 1976 auch weibliche Profispieler etablierten, galt dieses Golfturnier als das wichtigste für Frauen in Großbritannien und ist gemeinsam mit dem United States Womens’s Amateur Golf Championship das wichtigste im Amateurbereich.
Simone de la Chaume aus Frankreich war 1924 die erste Nicht-Britin, die dieses Turnier für sich entscheiden konnte. Die erste Siegerin aus den USA war Babe Zaharias im Jahre 1946. Zu den bekanntesten Siegerinnen gehört auch Charlotte Dod, die das Turnier 1904 gewann. Charlotte Dod ist bis heute die jüngste Siegerin des Tennisturniers von Wimbledon und gilt gemeinsam mit Babe Zaharias als die vielseitigste Sportlerin aller Zeiten.
Bis heute konnten elf Spielerinnen sowohl das United States Women’s Amateur Golf Championship als auch das British Ladies Amateur Golf Championship für sich entscheiden. Dies sind:
- Kelli Kuehne (1996 U.S. – 1996 British)
- Anne Quast (1958, 1961, 1963 U.S. – 1980 British)
- Carol Semple Thompson (1973 U.S. – 1974 British)
- Catherine Lacoste (1969 U.S. – 1969 British)
- Barbara McIntire (1959, 1964 U.S. – 1960 British)
- Marlene Stewart Streit (1953 British – 1956 U.S.)
- Louise Suggs (1947 U.S. – 1948 British)
- Pamela Barton (1936 U.S. – 1936, 1939 British)
- Babe Zaharias (1946 U.S. – 1947 British)
- Gladys Ravenscroft (1912 British – 1913 U.S.)
- Dorothy Campbell (1909, 1910, 1924 U.S. – 1909, 1911 British)